# Maria (film 1919 Ziener)
Maria è un film muto del 1919 diretto da Bruno Ziener. Prodotto dalla berlinese Atlantic-Film Aarhus GmbH e sceneggiato da Julius Urgiß, aveva tra gli interpreti Ria Witt, Fredel Fredy, Frida Richard, Hedwig Wiese, Heinrich Schroth

## Produzione
Il film fu prodotto dalla Atlantic-Film Aarhus GmbH.